# José Gregorio Vargas
Jose Gregorio Vargas, (Caracas, 23 de fevereiro de 1982) é um basquetebolista venezuelano que atualmente joga pelo Marinos de Anzoátegui disputando a Liga Profesional de Baloncesto de Venezuela. O atleta possui 1,95m e atua na posição armador e Ala-armador. Defendendo a Seleção Venezuelana, participou da inédita conquista da Copa América de 2015 na Cidade do México que credenciou a Venezuela ao Torneio Olímpico nos Jogos Olímpicos de Verão de 2016.